# Белянка мелета
Белянка мелета (Pieris melete) — дневная бабочка из семейства белянок (Pieridae).

## Описание
Длина переднего крыла 24-30 мм. Размах крыльев 45—65 мм. Бабочки первого поколения мельче особей второго. Фоновая окраска верхней стороны крыльев белая. У самцов весенней формы вершина переднего крыла зачернена 3—4 мазками, а жилки на кончиках также зачернены. Прикорневые затемнения небольшие. У самок тёмный рисунок более развитый. На переднем крыле самок имеются два нечетких пятна, от нижнего пятна к корню крыла идёт черноватая полоска. На нижней стороне вершина переднего крыла желтоватая, жилки покрыты чёрными чешуйками. Желтоватый фон заднего крыла с сероватыми жилками. У корня заднего крыла имеется оранжевое пятнышко. У самцов летней формы у вершины переднего крыла чёрное пятно крупного размера, контрастное, с нечеткой прямоугольной формой. На передних крыльях просматриваются два тёмных пятна, одно из которых (над задним углом крыла), не редко имеет вид тени. Рисунок на крыльях самки летней формы более контрастный и обширный, чем у весенней формы. Нижняя сторона крыльев самцов белая с легким голубовато-серым оттенком

## Ареал
Дальний Восток России, Япония (Хоккайдо, Хонсю, Сикоку, Кюсю).

## Биология
Развивается в двух поколениях за год. Бабочки встречаются на лесных опушках и в речных долинах с апреля-середины мая до сентября-октября. Гусеница развивается на резухе шершавой и других диких крестоцветных.